# پهلگران
پهلگران (به انگلیسی: Phulgran) یک منطقهٔ مسکونی در پاکستان است که در اسلام‌آباد واقع شده‌است.